# Nordlig mestangara
Nordlig mestangara (Xenodacnis petersi) är en fågelart i familjen tangaror inom ordningen tättingar.

## Utbredning och systematik
Fågeln förekommer i Anderna och delas in i två underarter med följande utbredning:
- X. p. bella – nordcentrala Peru (södra Amazonas och La Libertad norr om Marañónfloden)
- X. p. petersi – centrala Peru i Andernas västsluttning i Ancash, Huánuco (väster om Marañónfloden) och Lima

En population förekommer också i sydcentrala Ecuador, huvudsakligen i Cajas nationalpark. Tidigare trodde man att det rörde sig om bella, men denna population är distinkt.
Nordlig och sydlig mestangara behandlades tidigare vanligen som en och samma art, mestangara (X. parina). 

## Status och hot
Arten har ett stort utbredningsområde, men tros minska i antal, dock inte tillräckligt kraftigt för att den ska betraktas som hotad. Internationella naturvårdsunionen IUCN listar arten som livskraftig (LC).